# U 554
U 554 war ein deutsches Unterseeboot der Klasse VII C, welches im Zweiten Weltkrieg in der Ostsee als Ausbildungs- und Schulboot eingesetzt wurde.

## Bau und Einsatz
Der Bauauftrag von U 554 und ihren Schwesterbooten U 551, U 552, U 553, U 555, U 556, U 557 und U 558 wurde am 25. September 1939 an Blohm & Voss in Hamburg vergeben. Das Boot wurde mit der Baunummer 530 am 1. Dezember 1939 auf Kiel gelegt, der Stapellauf erfolgte am 7. November 1940. Die Indienststellung von U 554 fand am 15. Januar 1941 unter Kapitänleutnant Dietrich Lohmann statt. Bis zum 30. Juni 1944 war U 554 der 24. U-Flottille als Ausbildungsboot zugeteilt. Kommandant Lohmann unternahm in dieser Zeit Ausbildungsfahrten in der Ostsee zum Training der Besatzung und zum Einfahren des Bootes. Anschließend wurde das Boot der 22. U-Flottille unterstellt, einer Schulflottille, die zunächst in Gotenhafen stationiert war und gegen Kriegsende nach Wilhelmshaven verlegt wurde. Das Boot diente bis Februar 1945 als Schulboot unter dem Kommando verschiedener Kommandanten, dann wurde es der 31. U-Flottille als Ausbildungsboot unterstellt.

### Wappen des Bootes
Das Boot führte neben dem V-Zeichen der 24. U-Flottille das Wappen seiner Patenstadt Eger am Turm. Unter dem Kommando von Kapitänleutnant Rave führte das Boot einen Raben in einem blauen Stern. Der Rabe wurde aus dem Familienwappen der Familie des Kommandanten entnommen, während der blaue Stern vom Typ IX B Boot U 105 stammte. Auf U 105 hatte Ernst-Wolfgang Rave von September 1940 bis Oktober 1941 als II. Wachoffizier drei Feindfahrten absolviert.

## Selbstversenkung
Am 5. Mai 1945 wurden U 554 und 21 weitere U-Boote vom Typ II, Typ VII und Typ XXI in Wilhelmshaven in Befolgung des Regenbogen-Befehls von ihren Besatzungen selbstversenkt. Die Boote sanken nahe der Raederschleuse und wurden im Oktober 1945 durch die Briten mit geballten Ladungen gesprengt, später abgebrochen und verschrottet.